# Gornji Proložac
Gornji Proložac je naselje u općini Proložac, u Splitsko-dalmatinskoj županiji. 

## Zemljopis
Naselje se nalazi sjeverno-istočno od Donjeg Prološca i sjeverno-zapadno od Glavine Gornje.
Na samo nekoliko stotina metara od granice sa susjednom BiH.

## Stanovništvo
Naselja pod imenom Donji Proložac i Gornji Proložac iskazuju se od 1948. Do 1931. iskazivano je bivše naselje Proložac za koje su podaci iskazani u naselju Donji Proložac. 
| broj stanovnika |       |       |       |       |       |       |       |       | 1243  | 1217  | 1327  | 1225  | 895   | 553   | 381   | 346   | 262   |
|                 | 1857. | 1869. | 1880. | 1890. | 1900. | 1910. | 1921. | 1931. | 1948. | 1953. | 1961. | 1971. | 1981. | 1991. | 2001. | 2011. | 2021. |